# Tổng ước số thực sự
Trong lý thuyết số, tổng ước số thực sự s(n) của một số nguyên dương n là tổng của tất cả các ước của n và nhỏ hơn n. Nó được sử dụng để mô tả các số nguyên tố, số hoàn hảo, số thiếu hụt, số dồi dào và số không thể chạm tới, và để định nghĩa dãy phân ước của một số.

## Các ví dụ
Ví dụ, các ước số thực sự của 15 (nghĩa là các ước số dương của 15 và không bằng 15) là 1, 3 và 5; do đó tổng ước số thực sự của 15 là 9 = 1 + 3 + 5.
Các giá trị của s(n) với n = 1, 2, 3,... là:
0, 1, 1, 3, 1, 6, 1, 7, 4, 8, 1, 16, 1, 10, 9, 15, 1, 21, 1, 22, 11, 14, 1, 36, 6, 16, 13, 28, 1, 42, 1, 31, 15, 20, 13, 55, 1, 22, 17, 50, 1, 54, 1, 40, 33, 26, 1, 76, 8, 43,... (dãy số A001065 trong bảng OEIS).

## Dùng để mô tả các lớp số học
Pollack và Pomerance vào năm 2016 đã nói rằng tổng các ước số thực sự là một trong những "đối tượng yêu thích" của nhà toán học Paul Erdos. Nó được sử dụng để mô tả vài lớp số học sau:
- Số 1 là số duy nhất có tổng ước số thực sự của nó bằng không. Một số là số nguyên tố khi và chỉ khi tổng ước số thực sự của nó bằng một.
- Số thiếu hụt, số hoàn hảo và số dồi dào có tổng các ước số thực sự là ít hơn, nhỏ hơn và lớn hơn với chính nó tương ứng. Số gần hoàn thiện dư (nếu nó tồn tại) là các số n mà tổng ước số thực sự của nó bằng n + 1. Số gần hoàn thiện thiếu là các số mà tổng ước số thực sự của nó bằng n - 1.
- Số không chạm tới được là các số n mà không tồn tại số m nào có tổng ước số thực sự của m bằng n. Việc nghiên cứu chúng được bắt đầu ít nhất từ Abu Mansur al-Baghdadi những năm 1000, người đã quan sát rằng số 2 và số 5 không thể chạm được. Erdos đã chứng minh số lượng các số như trên là vô hạn [1]. Hiện nay đang có giả thuyết số 5 là số lẻ duy nhất không chạm được, hiện vẫn chưa chứng minh được. Tuy nhiên nếu giả thuyết Goldbach được chứng minh thì giả thuyết này cũng sẽ được chứng minh thông qua việc quan sát một số nửa nguyên tố pq có tổng ước số thực sự của nó là p + q + 1.